# Hovops merina
Hovops merina is een spinnensoort in de familie van de Selenopidae. De spin behoort tot het geslacht Hovops. De wetenschappelijke naam van de soort werd voor het eerst geldig gepubliceerd in 2011 door Corronca & Rodríguez Artigas.
De soort is endemisch in Madagaskar.